# Luciano Catenacci
Luciano Catenacci  (Róma, 1933. április 13. vagy 1933. április 15. – Melbourne, 1990. október 4.) olasz színész. 

## Élete és pályafutása
Számos olasz és külföldi filmben dolgozott, gyakran termelési igazgatóként, valamint tolmácsként. Bud Spencer és Terence Hill filmjeiben volt látható kisebb szerepekben. A korai filmekben általában csak negatív figura, a későbbiekben már „főgonosz” volt, de egy-egy alkalommal a duó barátjaként is feltűnt. Az …és megint dühbe jövünk és a Bűnvadászok főgonoszát alakította. 
1990-ben, 57 évesen hunyt el szívbetegségben, az ausztráliai Melbourne-ben.

## Filmjei
- Io uccido, tu uccidi (1965)
- Mark Donen agente Zeta 7 (1966)
- Félelem hadmüvelet (Operazione paura) (1966)
- Come rubare un quintale di diamanti in Russia (1967)
- Un uomo, un cavallo, una pistola (1967)
- La più grande rapina del West (1967)
- Una colt, in pugno al diavolo (1967)
- Un colpo da re (1967)
- Una ragazza piuttosto complicata (1968)
- Seduto alla sua destra (1968)
- Il figlio di Aquila Nera (1968)
- La battaglia di El Alamein (1969)
- Dove si spara di più (1969)
- Uccidete Rommel (1969)
- Ora X – pattuglia suicida (1969)
- Hamisha Yamim B'Sinai  / La battaglia del Sinai (1969)
- 36 ore all’inferno (1969)
- Rangers attacco ora X (1970)
- Nelle pieghe della carne (1970)
- Egy rendőrfelügyelő vallomása az államügyésznek (Confessione di un commissario di polizia al procuratore della repubblica) (1971)
- Kalózok háborúja / Fekete kalóz (Il corsaro nero) (1971)
- Il venditore di morte (1971)
- La corta notte delle bambole di vetro (1971)
- Ben és Charlie (Amico, stammi lontano almeno un palmo) (1972)
- Vadnyugati Casanova (Si può fare… amigo) (1972)
- Il clan dei marsigliesi (1972)
- Afyon oppio (1972)
- A bajhozó (La scoumoune) (1972)
- Girolimoni, il mostro di Roma (1972)
- Az ezredeseket akarjuk (Vogliamo i colonnelli) (1973)
- Si può essere più bastardi dell’ispettore Cliff? (1973)
- Ci risiamo, vero Provvidenza? (1973)
- Una vita lunga un giorno (1973)
- Tutti i figli di Mamma Santissima (1973)
- Két legyet egy csapásra! (Carambola) (1973)
- Milano odia: la polizia non può sparare (1974)
- Miért ölnek meg egy bírót? (Perché si uccide un magistrato) (1974)
- L’uomo della strada fa giustizia (1975)
- Il giustiziere sfida la città (1975)
- Roma a mano armata (1976)
- Vai gorilla (1976)
- Goodbye és ámen (1977)
- La banda del gobbo (1977)
- Bűnvadászok (I due superpiedi quasi piatti) (1977)
- A kétdimenziós gyilkos (Circuito chiuso) (1978)
- A nagy csata (Il grande attacco) (1978)
- Un uomo in ginocchio (1978)
- L’ultimo guappo (1978)
- …és megint dühbe jövünk (Pari e dispari) (1978)
- A játékszer (Il giocattolo) (1979)
- A sivatag oroszlánja (Lion of the Desert) (1980)
- Women of the sun, TV-minisorozat (1981)
- Moving Out (1983)
- Street hero (1984)
- Initiation (1987)
- The bit part (1987)
- Sikoly a sötétben (Evil Angels) (1988)
- Police crop: the winchester conspiracy, TV-film (1990)
- Il sole buio (1990)
- Volevo i pantaloni (1990)